# 榮·懷登
隆納·李·「榮恩」·懷登（英語：Ronald Lee "Ron" Wyden；1949年5月3日—）是一位民主黨籍的美国政治人物，自1996年成為俄勒岡州聯邦參議員。此前他曾於1981年至1996年間擔任俄勒岡州第三國會選區的聯邦眾議員。

## 延伸閱讀
- Background and collected news at The Washington Post
- 美國國會國家人物傳記大辭典中的傳記
- 由華盛頓郵報維護的投票記錄
- 智慧投票计划中的傳記、投票紀錄及利益集團評級
- Congressional profile at GovTrack
- Congressional profile at OpenCongress
- Issue positions and quotes at On the Issues
- Financial information at OpenSecrets.org
- Staff salaries, trips and personal finance at LegiStorm.com
- 聯邦選舉委員會中的競選財務報告和數據
- Appearances on C-SPAN programs
- 查理·羅斯訪談錄上的出場
- 網路電影資料庫上的亮相頁面
- Collected news and commentary at The New York Times
- Works by or about 榮·懷登 in libraries (WorldCat catalog)
- Profile at Ballotpedia

## 外部連結
- 榮·懷登 （页面存档备份，存于）參議院官方網站
- 榮·懷登參議員競選網站 （页面存档备份，存于）
- 中的“榮·懷登”

| 美国众议院             | 美国众议院                                                                                 | 美国众议院               |
| ---------------------- | ------------------------------------------------------------------------------------------ | ------------------------ |
| 前任者： 羅伯特·鄧肯   | 俄勒岡州第三國會選區 眾議院議員 1981年－1996年                                             | 繼任者： 厄爾·布魯曼諾爾 |
| 政党职务               |                                                                                            |                          |
| 前任者： 萊斯·奧庫安   | 美國參議員俄勒岡州民主黨被提名人 （第3類） 1996年、1998年、 2004年、2010年、2016年、2022年 | 最新的                   |
| 美国参议院             |                                                                                            |                          |
| 前任者： 鮑伯·帕克伍德 | 俄勒岡州第3類參議員 1996年－ 與馬克·哈特菲爾德、 戈登·史密斯、傑夫·默克利同時在任          | 現任                     |
| 前任者： 傑夫·賓格曼   | 參議院能源委員會主席 2013年－2014年                                                        | 繼任者： 瑪麗·蘭德魯     |
| 前任者： 马克斯·博卡斯 | 參議院財政委員會主席 2014年－2015年                                                        | 繼任者： 奧林·哈奇       |
| 前任者： 马克斯·博卡斯 | 聯合稅務委員會主席 2014年－2015年                                                          | 繼任者： 保羅·萊恩       |
| 前任者： 奧林·哈奇     | 参议院财政委员会高阶委员 2015–2021                                                         | 繼任者： 麥克·柯瑞柏     |
| 前任者： 查克·葛雷斯利 | 参议院财政委员会主席 2021—至今                                                             | 現任                     |
| 前任者： 理查·尼爾     | 国会税务联合委员会主席 2022—2023                                                           | 繼任者： 傑森·T·史密斯   |
| 美國排位名單           |                                                                                            |                          |
| 前任者： 派蒂·莫瑞     | 美國參議員資歷 第4位                                                                       | 繼任者： 迪克·德賓       |